# Superbil
En superbil er en meget dyr sportsvogn eller Grand Tourer med meget høj ydeevne. Superbiler markedsføres af bilindustrien som usædvanlige og inklulderer begrænsede specialproduktioner fra "elite"-bilfabrikanter, biler med standardudseende modificeret til høj ydeevne og modeller det appellerer til entusiaster fra mindre fabrikanter.
Superbil er også et mærke af custom-bil retrofitters reserver til deres udstilling, one-of-a-kind projektbiler; typisk er disse modificeret i ekstrem grad og ofte muskelbiler, sportsvogne eller Grand tourer, der er blevet opdateret til de nyeste Street Legal raceteknologi.